# Witkruinstekelstaart
De witkruinstekelstaart (Cranioleuca albiceps) is een zangvogel uit de familie Furnariidae (ovenvogels).

## Verspreiding en leefgebied
Deze soort komt voor van zuidelijk Peru tot centraal Bolivia en telt twee ondersoorten:
- C. a. albiceps: zuidelijk Peru en westelijk Bolivia.
- C. a. discolor: centraal Bolivia.

## Status
De grootte van de populatie is niet gekwantificeerd maar de soort wordt omschreven als vrij algemeen. Op de Rode lijst van de IUCN heeft deze soort de status niet bedreigd.